# Unión Deportiva Las Palmas Atlético
L'Unión Deportiva Las Palmas Atlético è la seconda squadra della Unión Deportiva Las Palmas, società calcistica spagnola con sede nella città di Las Palmas de Gran Canaria. Milita in Tercera División RFEF, la quinta serie del campionato spagnolo.

## Palmarès
- Tercera Federación: 1

2024-2025 (gruppo 12)